# Lago Umayo
El Umayo es un lago ubicado en el distrito peruano de Atuncolla en el departamento de Puno. El lago, situado a 34 kilómetros de Puno, es un lago cerrado, es decir, el agua que entra por ríos y quebradas sale exclusivamente por evaporación. A las orillas del lago se encuentra el cementerio preincaico de Sillustani.